# Steppegras

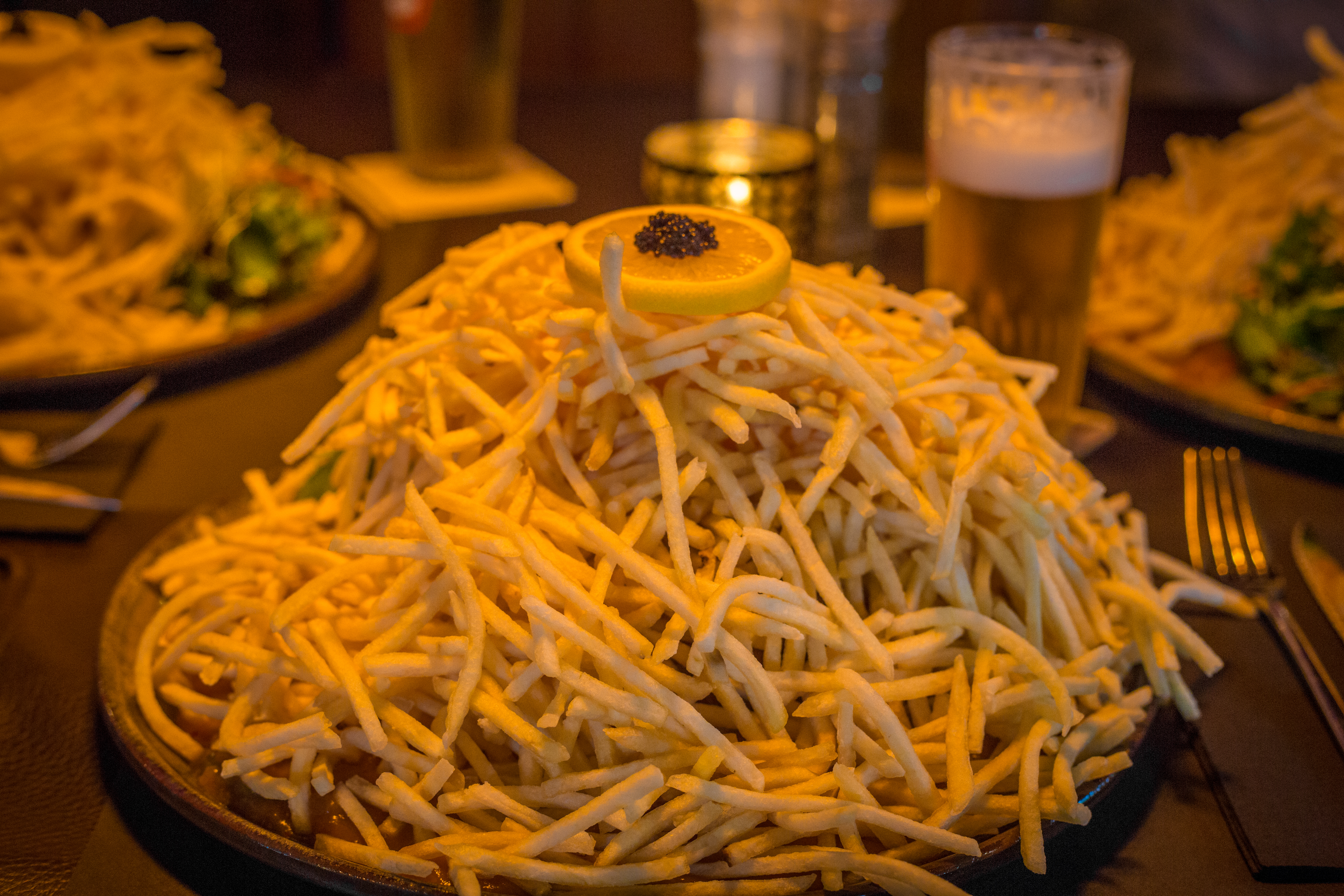
Ein Steppegras erkennt man am großen Haufen Fritten sowie an der Zitronenscheibe mit Kaviar.

Steppegras ist ein Gericht, das man vor allem in der Küche von Flandern und dem Süden der Niederlande auf der Menükarte findet. Es handelt sich um eine Variante der biefstuk-friet (Rinderfilet mit Pommes frites). Besonderes Merkmal ist der große Haufen dünner Fritten auf dem Teller.
Der Name steppegras (Steppengras) wurde 1980 rechtlich geschützt, und zwar durch den Koch Jean Ceustermans in Antwerpen. Restaurants, die Steppegras verkaufen wollen, müssen daher eine Lizenz bezahlen und das Gericht wie folgt anbieten: ein Stück Fleisch, begossen mit einer stattlichen Portion Soße, das Ganze mit einem großen Haufen dünner Fritten bedeckt und abgerundet mit einer Zitronenscheibe mit Kaviar.
In manchen Lokalen kann man unter dem Namen Steppegras auch eine normale Portion dünner Fritten bestellen. Wegen der Popularität des Gerichtes sind mehrere Läden auf den Geschmack gekommen und umgehen das Markenrecht, indem sie es unter einem abweichenden, aber ähnlichen Namen verkaufen.

## Geschichte
Steppegras entstand Ende der 1960er-Jahre nach einer Idee des Chefkochs Jean Ceustermans. Gedacht war es als Variante des belgischen Klassikers biefstuk-friet. Er arbeitete damals im Hotel Quellental in der deutschen Stadt Bielefeld. Da der berühmte russische Clown Oleg Popov damals im Hotel logierte, wurde das Gericht Steppengras der Taiga genannt.
Wirklich Erfolg hatte Ceustermans mit dem Gericht erst, nachdem er 1970 zurück nach Belgien kam und ein Restaurant in Leopoldsburg eröffnete. Die Stadt war ein Militärstandort und viele junge Wehrdienstleistende auf Ausgang kehrten hier ein, um nach einer Kneipentour etwas zu essen. Steppegras traf ihren Geschmack.
Als die Wehrpflichtigen wieder nach Hause kamen, behielten sie den Namen Steppegras in Erinnerung. Man dachte bei dem Namen allgemein an einen Haufen dünner Fritten.

## Zubereitung
Steppegras sollte aus drei Komponenten bestehen: das Fleisch, die Soße und die Fritten.
- Die Wahl des Fleisches ist frei: Rinderfilet (niederländisch biefstuk), Hühnerfilet oder Schnitzel.
- Die Soße ist leicht pikant und basiert auf Paprika, saurer Gurke und Silberzwiebeln. Das genaue Rezept der originalen Steppegras-Soße ist geheim.
- Die Kartoffeln müssen dünner als Fritten und dicker als Chips geschnitten werden (etwa vier Millimeter). Man frittiert sie vor und nach, so dass sie im Mund knusprig sind, aber weich genug, damit sie nicht auf der Gabel zerbrechen.

Echtes Steppegras wird abgerundet durch eine Zitronenscheibe mit Kaviar. Damit das Gericht nicht zu teuer wird, ersetzt man den Kaviar oft durch andere Fischeier.

## Belege
1. ↑  Marnix Peeters: 'Niemand mag mijn steppegras namaken'. Vlaams infocentrum land- en tuinbouw, 30. Dezember 2008, archiviert vom Original am 27. September 2017 (niederländisch).  Info: Der Archivlink wurde automatisch eingesetzt und noch nicht geprüft. Bitte prüfe Original- und Archivlink gemäß Anleitung und entferne dann diesen Hinweis.
2. ↑  Felicia Alberding: Hoe de enorme frietschotel van een overleden Belgische chef voortleeft. Vice, 29. September 2016 (niederländisch).